# Thundercat (muzikant)

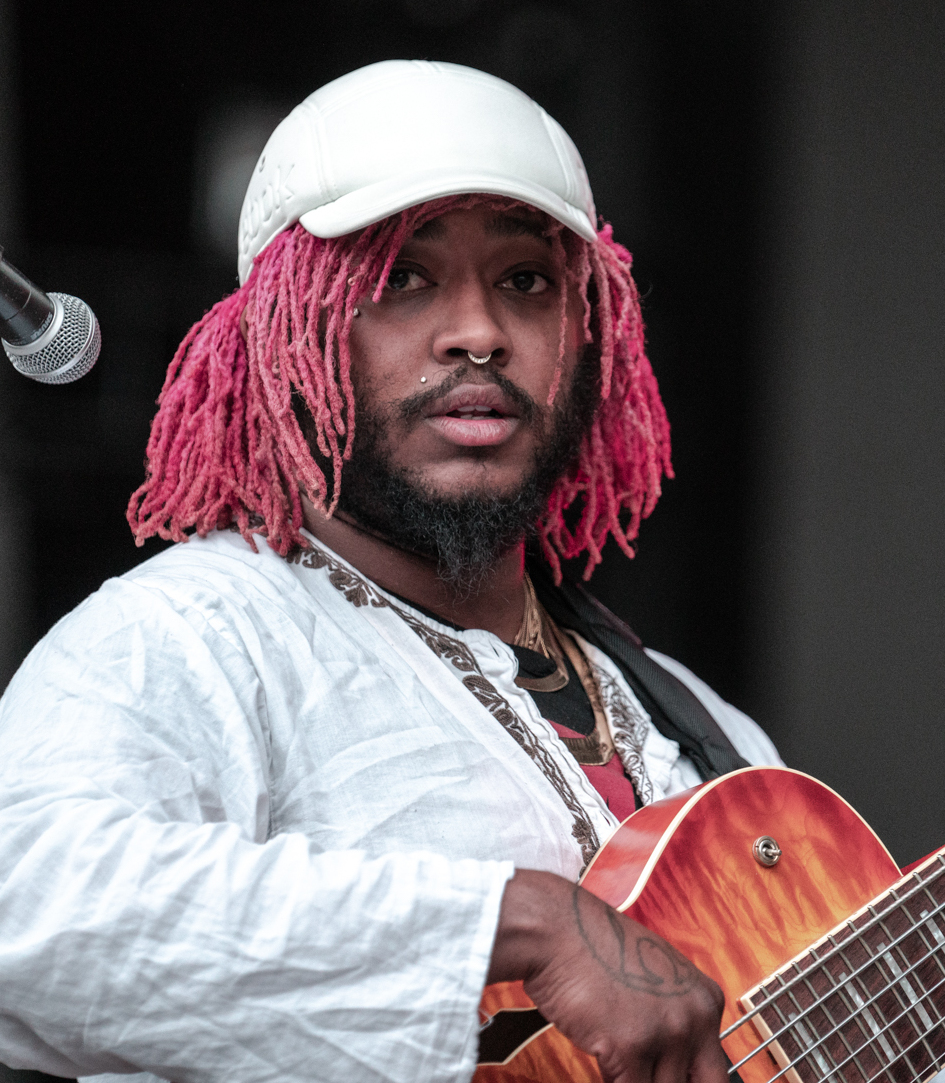
Thundercat (2019)

Stephen Lee Bruner (Los Angeles, 19 oktober 1984), beter bekend onder zijn artiestennaam Thundercat, is een Amerikaans muzikant, zanger, platenproducer en songschrijver. Hij is voormalig lid van de crossover thrashband Suicidal Tendencies en heeft sinds zijn vertrek aldaar vier soloalbums uitgebracht; ook werkte hij samen met producer Flying Lotus en rapper Kendrick Lamar op diens album To Pimp a Butterfly uit 2015. Dit leverde hem in 2016 een Grammy Award op voor zijn bijdrage aan het nummer These Walls. In 2020 bracht Thundercat zijn vierde studioalbum uit; It Is What It Is werd bekroond met een Grammy voor Beste Progressieve R&B Album.

## Biografie

### Jeugd
Bruner groeide op in Compton en andere stadsdelen van Los Angeles. Hij is afkomstig uit een muzikale familie; zijn vader Ronald Bruner Sr. was drummer en zijn moeder Pam was fluitiste en percussioniste. Bruner Sr. drumde bij o.a. The Temptations, The Supremes en Gladys Knight; nadat hij zijn cocaïneverslaving had overwonnen ging hij optreden in de kerk in aanwezigheid van de kinderen. Op de middelbare school speelde Bruner in een jazzband; zijn leraar Reggie Andrews was producer en medesongschrijver van Let It Whip, de hit van de Dazz Band uit 1982, en werkte samen met Rick James. Het was Andrews die Bruner opnieuw voorstelde aan Kamasi Washington met wie hij als kind kennismaakte doordat hun beide vaders in dezelfde gospel-fusionband speelden. Herenigd en wel reden ze rond in een versleten Ford Mustang uit 1982 om als binnensluipers jazzconcerten bij te wonen in clubs waar ze later zelf zouden gaan optreden. Ook deden ze in deze periode sessies met Bruners neef Terrace Martin in de garage van de vader van Washington.

### Begin carrière
Bruner begon op vroege leeftijd met bassen; zijn voornaamste inspiratiebronnen waren Stanley Clarke en Marcus Miller. Op vijftienjarige leeftijd had hij als lid van de boyband No Curfew  een bescheiden hit in Duitsland. In navolging van zijn drummende broer Ronald Jr. sloot Bruner zich in 2002 bij de lokale crossover trashband Suicidal Tendencies aan; hij verving er oud-bassist Josh Paul. Daarnaast gingen de broers in 2004 een samenwerking aan met Kamasi Washington en Cameron Graves onder de naam The Young Jazz Giants. Later voegden ook Terrace Martin en vijf andere muzikanten uit LA zich bij de groep en ontstond het collectief West Coast Down dat enkele platen opnam en gezien werd als de Wu Tang Clan van de jazz. Naast zijn bandactiviteiten werd Bruner een veelgevraagd sessiemuzikant; zo speelde hij de elektrische bas op Live at 5th Street Dick's (2005) en The Proclamation (2007) van Kamasi Washington.
Dankzij Erykah Badu, die hij begeleidde op haar album New Amerykah (2008), vond Bruner zijn eigen podiumidentiteit als Thundercat, een naam die hij als liefhebber van anime en andere tekenfilms ontleende aan de serie Thundercats. In deze periode speelde Bruner in de livebands van Raphael Saadiq en Snoop Dogg die beiden grapjes maakten over zijn speelstijl. Het was Flying Lotus, stalgenoot bij het label Brainfeeder met wie hij Cosmogramma (2010) opnam, die Bruner aanmoedigde om te gaan zingen en zijn eigen projecten te beginnen.

### Soloalbums

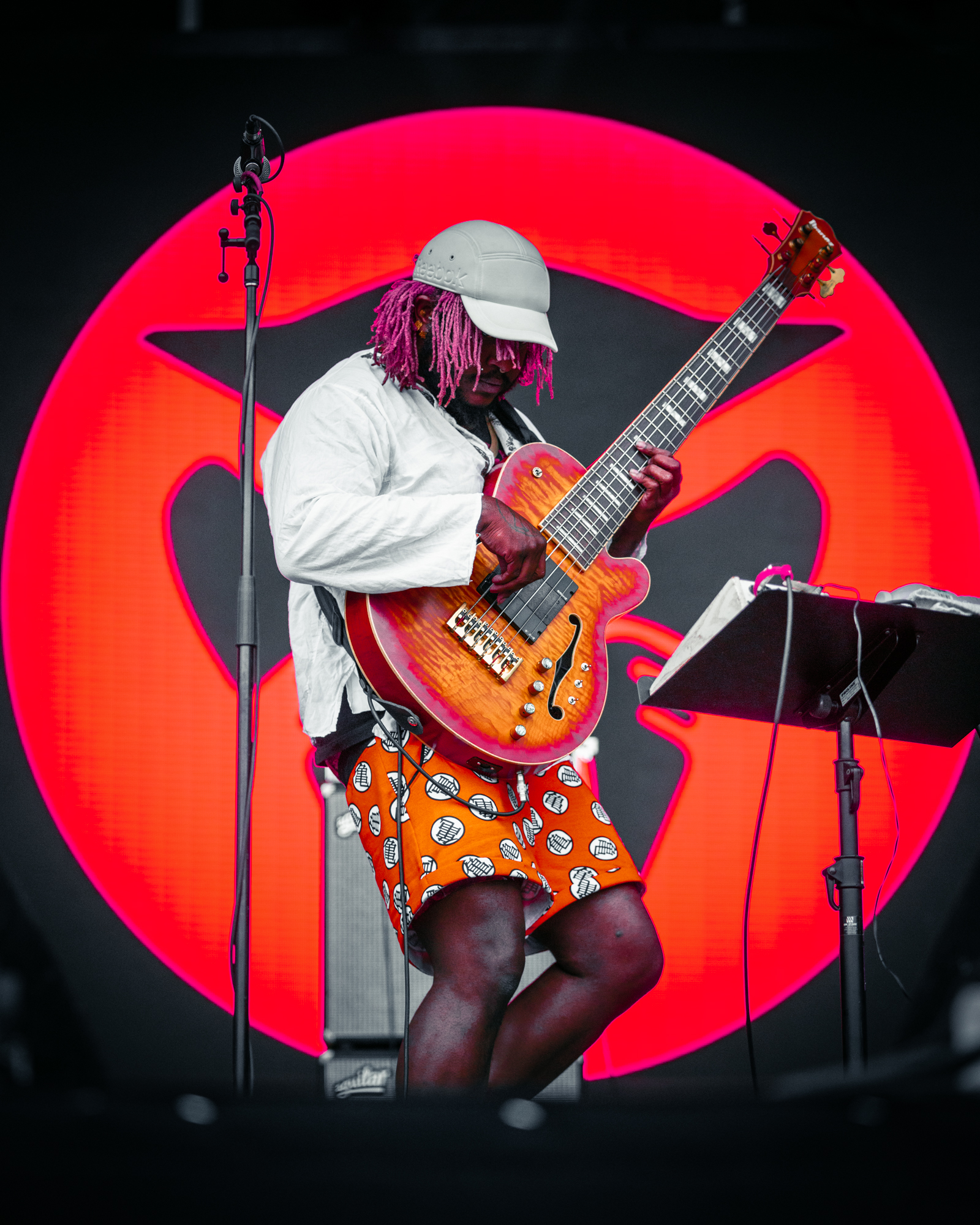
Thundercat in 2018, met op de achtergrond zijn logo

#### The Golden Age of ApocalypseenApocalypse
In 2011 verscheen zijn eerste soloalbum; The Golden Age of Apocalypse was geproduceerd door Flying Lotus en beïnvloed door fusionartiesten uit de jaren zeventig zoals Stanley Clarke en George Duke met wie zijn broer eveneens op tournee zou gaan. In de daaropvolgende twee jaar keerde Thundercat terug naar de studio om met Flying Lotus aan diens albums Until the Quiet Comes (2012) en You're Dead! (2014), te werken, en aan zijn tweede soloplaat  Apocalypse (2013).
Op het veelgeprezen album To Pimp a Butterfly dat Kendrick Lamar in 2015 uitbracht was een grote rol weggelegd voor Bruner die werd omschreven als "het creatieve middelpunt"; ook Thundercat-collaborators Flying Lotus, Kamasi Washington en Terrace Martin leverden belangrijke bijdragen aan het album.

#### The Beyond / Where the Giants Roam
Tijdens de opnamen van To Pimp A Butterfly werkte Thundercat aan de ep The Beyond / Where the Giants Roam die op 22 juni 2015 uitkwam. Op de ep, waaraan Herbie Hancock zijn medewerking verleende, eerde hij de bevriende jazzpianist en collaborateur Austin Peralta, die in 2011 een album had uitgebracht op Brainfeeder en een jaar later op 22-jarige leeftijd kwam te overlijden.
In mei 2016 verzorgde Bruner een gastoptreden tijdens de iHeartRadio-releaseparty van het Red Hot Chili Peppers-album The Getaway; hij speelde als extra bassist mee op het nummer Go Robot. In een interview met het tijdschrift XXL werd kondigde Bruner een nieuw album aan met medewerking van Flying Lotus. In augustus 2016 stond Bruner in Chicago op het podium met  Kenny Loggins en Michael McDonald. Beide zangers wis hij te strikken voor een gastbijdrage.

#### Drunk
Ter promotie van Drunk, dat in februari 2017 uitkwam, verscheen Thundercat in juni van dat jaar in de talkshow van Jimmy Fallon, samen met Michael McDonald en Kenny Loggins. Albumtrack Them Changes, gebaseerd op een drumsample van het dan veertig jaar oude Isley Brothersnummer Footsteps in the Dark (dezelfde sample die Ice Cube in grotere mate voor zijn single It Was a Good Day uit 1993 gebruikte), was eerder te horen op The Beyond / Where the Giants Roam.
Bruner werkte regelmatig mee aan nummers van Mac Miller, zoals What's the Use? dat gespeeld werd tijdens het Tiny Desk Concert  dat Miller op 6 augustus 2018 (vlak voor diens overlijden) gaf met begeleiding van de bassist.  

#### It Is What It Is

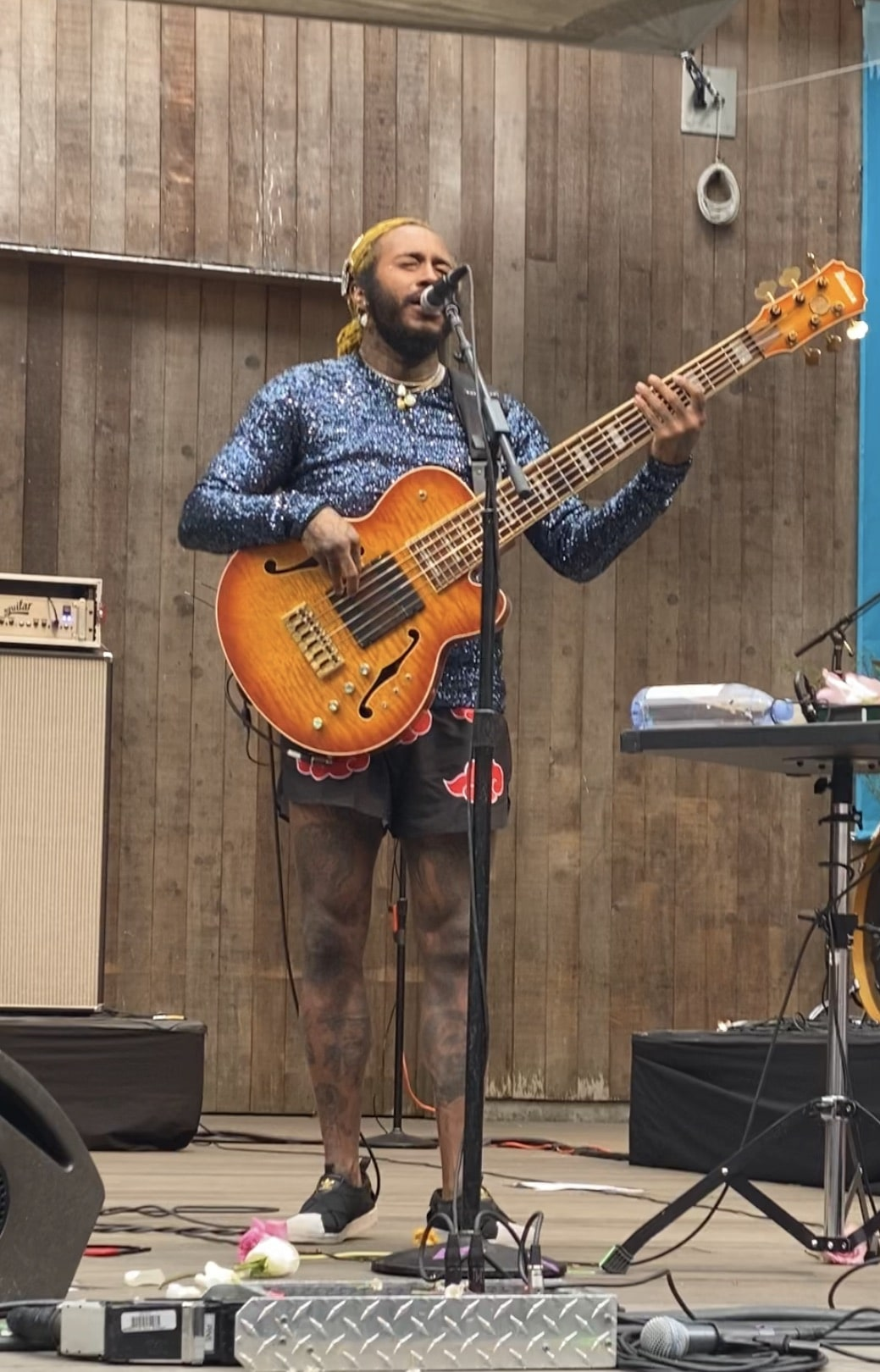
Thundercat bij een concert in de Stern Grove, San Francisco, 2021

In oktober 2018 bracht Thundercat een nieuw solonummer uit; King of the Hill was de eerste van vijf singles die op zijn volgende album zouden komen te staan. De tweede single Black Qualls, een samenwerking met Steve Lacy, Steve Arrington en Childish Gambino verscheen op 16 januari 2019. De derde single, Dragonball Durag, volgde 17 februari. It Is What It Is werd op 3 april 2020 uitgebracht en ontving lovende recensies. Thundercat droeg het album op ter nagedachtenis aan Mac Miller. It Is What It Is werd in 2021 bekroond tot Beste Progressieve R&B Album tijdens de 63e Grammy Awards. 
Verder won It Is What It Is de Libera Award (een initiatief van de American Association of Independent Music (A2IM)) voor Beste R&B Album; het was ook genomineerd in de categorie Album van het Jaar, maar deze werd in de wacht door Punisher van zangeres Phoebe Bridgers.
In 2022 werkte Thundercat samen met de virtuele band Gorillaz; hij speelde mee op de titelsong van het album Cracker Island die 30 april 2022 op single werd uitgebracht.
Datzelfde jaar had Thundercat een gastrol in de vierde aflevering van de sci-fiwestern The Book of Boba Fett; hij speelde een mod die door Boba Fett werd ingehuurd om het leven van Fennec Shand te redden in een flashback waar hij haar beschadigde onderdelen verving door cybernetische supplementen.
In 2023 bracht Thundercat de single No More Lies uit met Kevin Parker, zanger van Tame Impala. Aansluitend kondigde hij de In Yo Girl's City Tour aan, beginnend op 5 augustus ging in Newport, Rhode Island en eindigend op 14 november in Santiago, Chili.

## Privéleven
Bruner heeft een dochter, Sanaa. Het overlijden van Mac Miller in 2018 deed hem besluiten zijn eigen verslavingsproblemen aan te pakken; hij ging minder drinken en gezonder eten. Bruner is christen en verwerkt veel religieuze thema's in zijn muziek.

## Discografie
- The Golden Age of Apocalypse  (2011)
- Apocalypse (2013)
- Drunk (2017)
- It Is What It Is (2020)

## Filmografie
- The Book of Boba Fett (2022)